# カルボナーラ・ディ・ノーラ
カルボナーラ・ディ・ノーラ（イタリア語: Carbonara di Nola）は、イタリア共和国カンパニア州ナポリ県にある、人口約2,400人の基礎自治体（コムーネ）。

## 地理

### 位置・広がり
ナポリ県のコムーネ。県都ナポリから東へ26kmの距離にある。

#### 隣接コムーネ
隣接するコムーネは以下の通り。括弧内のAVはアヴェッリーノ県所属を示す。
- ドミチェッラ (AV)
- ラウロ (AV)
- リーヴェリ
- パルマ・カンパーニア